# 16-os villamos (Budapest)
A budapesti 16-os jelzésű villamos a Nyugati pályaudvar és a Gyöngyösi utca között közlekedett. A járatot a Fővárosi Villamosvasút üzemeltette.

## Története
Miután a Dunakorzó partfalán 1900-ban elkészült a rakparti viadukt, az új viszonylatot a BVV (Budapesti Városi Vasút) 1904. október 1-jén indította el, akkor még jelöletlenül a Népliget – Baross utca – Duna-part – Újpesti rakpart útvonalon. 1910-től 16-os jelzéssel járt, majd 1911. április 25-én a Dráva utcán át a Váci útig hosszabbították. 1919-től a Baross kocsiszín lett a végállomása, ekkor a vonal hossza több mint 8 kilométer, forduló ideje 104 perc volt. 1926-tól a Ferenc József tér és az Országház tér között a Rudolf rakpart helyett az Akadémia utcán át közlekedett. 1927. november 28-ától a 2-es és a 16-os villamos végállomását felcserélték, így a 2-es a Dráva utcáig, míg a 16-os a Rudolf térig járt.
1932. szeptember 5-étől az Orczy téri végállomását a Simor utcához helyezték át, illetve ekkor indult a 16A villamos az Eskü tér – Simor utca útvonalon, ami az 1940-es évek elejétől a Rudolf (ma: Jászai Mari) tér – Eskü (ma: Március 15.) tér útvonalon járt. 1942. december 14-én a 16A-t az új 2-es villamos váltotta ki.
1943. január 11-étől a 16-os villamos a Simor utca – Könyves Kálmán körút útvonalon a Népligetig hosszabbodott. 1944 szeptemberétől az Eskü tér – Népliget, majd Eskü tér – Orczy tér útvonalon járt szeptember végéig. Novemberben újraindult a 16A a Száva kocsiszín – Népliget – Üllői út – Orczy tér útvonalon. A járat érdekessége, hogy menetrendje nem volt.
1945. augusztus 3-án újraindult a 16-os az Orczy tér – József körút szakaszon, majd egy héttel később a Kálvin térig járt. 1946. április 23-ától ismét közlekedett a 16A a Népliget és az Orczy tér között a Villám utcán haladva, de csak pár napig, amikor is összevonták a 16-ossal: az új 16-os a Kálvin tér – Baross utca – Orczy tér – Simor utca – Könyves Kálmán körút – Népliget útvonalon járt. 1953 őszén megkezdődött a Baross utcai trolibusz építése, emiatt szeptember 20-án a Kálvin tér és az Orczy tér között megszűnt a villamosközlekedés. A szakasz felszámolásával együtt a 16-os se üzemelt tovább, átmeneti jelleggel a T jelzésű pótlóbusz  közlekedett helyette az Orczy tér és a Szabó Ervin tér között.
1956. április 23-án az akkor 62A jelzéssel, Nyugati pályaudvar – Gyöngyösi utca útvonalon közlekedő villamosjáratot 16-osra számozták át. 1961. szeptember 5-én jelzését 14A-ra módosították.

### 16i
1961. június 5-én indult az U jelzésű villamos a Petőfi híd, budai hídfő – Nagykörút – Váci út – Újpest, Fóti út útvonalon. 1966. június 15-én (az L kivételével) a betűjelzéssel ellátott időszakos járatok „i”-vel megkülönböztetett viszonylatszámot kaptak, ekkor jelzését 16i-re módosították. A BKV megalakulásakor (1968. január 1.) a járat megszűnt.